# 科隆比耶 (谢尔省)
科隆比耶（法語：Colombiers，法語發音：[kɔlɔ̃bje] ⓘ）是法国谢尔省的一个市镇，位于该省南部，属于圣阿芒蒙龙区。

## 地理
科隆比耶（46°42'3"N, 2°32'24"E）面积9.51 平方千米，位于法国中央-卢瓦尔河谷大区谢尔省，该省份为法国中部省份，北起卢瓦雷省，西接卢瓦-谢尔省和安德尔省，南至克勒兹省，东南接阿列省，东临涅夫勒省。
与科隆比耶接壤的市镇（或旧市镇、城区）包括：旧艾奈、库斯特、德勒旺、聖阿芒蒙龍、圣皮埃尔莱塞蒂约。

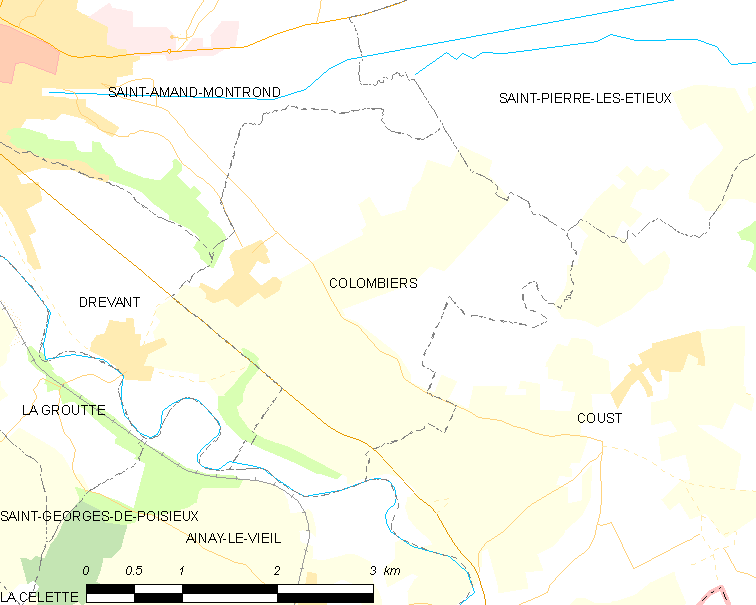
的OSM定位图

科隆比耶的时区为UTC+01:00、UTC+02:00（夏令时）。

## 行政
科隆比耶的邮政编码为18200，INSEE市镇编码为18069。

## 政治
科隆比耶所属的省级选区为圣阿芒蒙龙县。

## 人口

1962-2008年间人口变化图示

科隆比耶于2022年1月1日时的人口数量为410人。